# روبرت هوفستاتر
روبرت هوفستاتر (بالإنجليزية: Robert Hofstadter)‏ (5 فبراير 1915 - 17 نوفمبر 1990)، هو عالم فيزياء أمريكي، حصل على جائزة نوبل للفيزياء عام 1961 عن «دراساته الرائدة لتشتت الإلكترونات بالنواة الذرية واكتشافه تركيب الجسيمات النووية». إهتم في أبحاثه في دراسة تشتت الإلكترونات ذات الطاقة العالية (188 MeV مليون إلكترون فولت) عند اصطدامها بالبروتونات وجسيمات ألفا. وقام بالتدريس في جامعة ستانفورد من 1950 حتى 1985. كما اهتم بدراسة علم الفلك وقام بتصميم تلسكوب أشعة غاما المسمى إجريت EGRET.
ولد روبرت هوفستاتر في مدينة نيويورك، وهو ابن لويس هوفستاتر والمدعوة سابقا هنريتا كونيغسبرغ، وقد غرس الابوين في ابنهما مثل الكثير من آباء الفيزيائيين البارزين، حباً للثقافة والتعليم لا قتصر على فرع من المعرفة معين.
وتلقى روبرت تعليمه الابتدائي والثانوي في مدارس نيويورك العامة، وليس عجيبا أو مدهشا أنه نال في دروسه درجات عالية. أما تعليمه العالي قبل التخرج فكان في كلية مدينة نيويورك حيث برز في الرياضيات والفيزياء، وتخرج بدرجة امتياز في عام 1935 ونال في العام نفسه منحة من شركة جنرال إلكتريك مكنته من الدراسة في جامعة برنستون حيث حصل على درجتي الماجستير والدكتوراه في الفلسفة في عام 1938.
كانت رسالته في الدكتوراه تعالج طيف الجزيئات العضوية تحت الأحمر، ولكنه أصبح بعد الدكتوراه مهتما باستخدام البلورات لكشف الإلكترونات، وهي طريقة تبين انها ذات فائدة كبيرة جداً لأعماله فيما بعد في تجارب الإلكترونات المتبعثرة العالية الطاقة، وفي عام 1939 ترك هوفستاتر برنستون لينتقل إلى ولاية بنسلفانيا حيث أصبح مهتما بالفيزياء النووية ولا سيما بنية البروتون والنيترون.
وبعد أن دخلت الولايات المتحدة الحرب العالمية الثانية في إثر الهجوم على بيرل هاربر، اضطر كثير من الفيزيائيين بما فيهم هوفستاتر إلى أن يضعوا مشاريع بحوثهم الشخصية في دعم المجهود الحربي ومساندته بمواهبهم، وقد عمل هفستدتر عندئذ في مكتب المعايير، وبعدئذ في شركة نوردن حيث ظل حتى نهاية الحرب، حين عاد إلى برنستون ليكون مساعد أستاذ، فطور عداداً مصنوعاً من بلورات يود الصوديوم الممزوجة بالتاليوم، ثم سرعان ما وجد أن هذه البلورات عي آلات قياس رائعة لأشعة غاما والجسيمات المشحونة مثل الإلكتورنات.
في عام 1950 التحق هوفستاتر بكلية ستانفورد ليعمل استاذاً مساعداً، ولما كان المسرع الخطي العالي الطاقة قد بني بالقرب من الحرم الجامعي عندما وصل هفستدتر فقد استخدم هناك مهاراته التجريبية التي طورها في برنستون ليساعد في تصميم وإشادة تجهيزات استطاع أن يستخدمها في تجارب التبعثر في ستانفورد، وما إن تم تشغيل المسرع حتى خصص هفستدتر أعماله كلها لفيزياء الجسيمات العالية الطاقة ثم أجرى في الخمسينات سلسلة من التجارب تتوجت في قياساته لتوزع الشحنة والعزوم المغناطيسية في النكليونات، وبصورة أدق «عين عواملها الشكلية الكهرومغناطيسية الأربعة» التي يعتبر كل منها «كمية تقنية تصف كيف يتفاعل الجسيم مع الجسيمات الأخرى ومع الحقول» بحيث أن «سلوكها أصبح طريقة عامة لوصف حجم النكليون وشكله أكثر مما يمكن أن يتم باستخدام نموذج».
وفي عام 1961 نال هوفستاتر جائزة نوبل في الفيزياء لعمله في مجال النكليونات ولا سيما اكتشافه«أن البروتون والنيترون مؤلفان من قلب مركزي مكوّن من مادة ذات شحنة موجبة يحيط بها غلافان من مادة ميزونية». وقد أثبت هذا الاكتشاف أن البروتون والنيترون هما جسيمان معقدان جدا وليسا كنقطتين أو أوليين كما افترض من قبل.
ولقد كانت تجارب هوفستاتر بداية الطريق إلى التطور النظري الواسع الذي حدث في فيزياء الجسيمات العالية الطاقة والذي يدعى الآن «نظرية الكواركات» أو النموذج الكواركي للهدرونات (الباريونات والميزونات).

## روابط خارجية
- روبرت هوفستاتر على موقع الموسوعة البريطانية (الإنجليزية)
- روبرت هوفستاتر على موقع مونزينجر (الألمانية)
- روبرت هوفستاتر على موقع إن إن دي بي (الإنجليزية)